# Saint-Vaast-en-Cambrésis
Saint-Vaast-en-Cambrésis település Franciaországban, Nord megyében. Lakosainak száma 855 fő (2022. január 1.). Saint-Vaast-en-Cambrésis Saint-Aubert, Haussy, Saint-Hilaire-lez-Cambrai, Saint-Python és Viesly községekkel határos.

## Népesség
A település népessége az elmúlt években az alábbi módon változott:
| Lakosok száma | 893  | 900  | 914  | 888  | 871  | 853  | 852  | 860  | 855  |
|               | 2013 | 2015 | 2016 | 2017 | 2018 | 2019 | 2020 | 2021 | 2022 |